# Centro Universitário Central Paulista
O Centro Universitário Central Paulista, UNICEP, é uma instituição de ensino superior brasileira localizada em São Carlos, no estado de São Paulo, e foi fundada em 30 de agosto de 1972.

## História
O Centro Universitário Central Paulista - UNICEP, é mantido pela Associação de Escolas Reunidas que começou como Faculdade de Administração de Empresas de São Carlos 1972 e funcionava no prédio do Colégio La Salle ou Colégio Diocesano de São Carlos.
Atualmente oferece educação em contato com a realidade e consolida o saber por meio da atuação de seus alunos. Está sempre ampliando suas atividades e mantendo seus projetos pedagógicos de cursos dinâmicos e atualizados de acordo com as diretrizes nacionais de cursos.
Criou novos cursos, ampliando a oferta de oportunidades para seus alunos. Consolidou-se como uma das melhores e mais conceituadas instituições de ensino superior da região central paulista e do Estado de São Paulo. Desse modo, a instituição vem cumprindo seu objetivo de formar cidadãos e profissionais qualificados nos cursos de graduação e pós-graduação lato sensu (cursos de especialização e MBA), Capacitação Gerencial e Extensão Universitária, nas diversas áreas do conhecimento, contribuindo para o desenvolvimento regional e preparando seus alunos para a vida, o que fortalece o compromisso social que a Instituição desenvolve há décadas.
Conta com infraestrutura física confortável, amplos espaços de apoio ao ensino e à pesquisa, equipamentos e laboratórios modernos destinados ao estudo experimental prático das disciplinas dos cursos, contribuindo para o aprimoramento dos alunos, com equipamentos atualizados, de última geração, desenvolvendo nos alunos habilidades técnicas e científicas essenciais para sua formação profissional.
Possui biblioteca comunitária, aberta diariamente, inclusive aos sábados, com acervo especializado, salas de estudo, leitura e pesquisa, base de dados e internet.
Seu corpo docente é formado por profissionais altamente qualificados, aptos a desempenhar suas funções no ensino, desenvolver pesquisas, práticas educativas e atividades de extensão, ancorados em programas de apoio pedagógico e processos de avaliação institucional continuada.
A UNICEP possui dois campi localizados na cidade de São Carlos, o Campus Administrativo e o campus Miguel Petroni.

## Avaliações
Com alguns cursos avaliados pelo MEC (Ministério da Educação), a UNICEP oferece, atualmente, 25 cursos de graduação nas áreas de Exatas, Humanas e Biológicas (Saúde) em dois Campi, e 1 curso à distância.
- Campus Administrativo:
  - Rua Pedro Bianchi, 111 - Vila Alpes - CEP:13570-300
  - Fone: +55 16 3363-2111 - Fax: +55 16 3363-2110
  - São Carlos-SP

- Campus Miguel Petroni:
  - Rua Miguel Petroni, 5111 – Jardim Centenário - CEP:13563-470
  - Fone/Fax: +55 16 3362-2111
  - São Carlos-SP

### Cursos
Humanas
- Administração
- Arquitetura e Urbanismo
- Ciências Contábeis
- Comunicação Social com habilitação em Publicidade e Propaganda
- Direito
- Pedagogia (licenciatura)

Exatas
- Engenharia Civil
- Engenharia de Computação
- Engenharia de Produção
- Engenharia Elétrica
- Engenharia Agronômica[4]
- Sistemas de Informação

Saúde e Biológicas
- Biomedicina
- Ciências Biológicas (bacharelado)
- Educação Física (bacharelado)
- Enfermagem
- Farmácia
- Fisioterapia
- Medicina Veterinária[5]
- Nutrição
- Odontologia
- Psicologia

Tecnólogos
- Tecnologia em Manutenção de Aeronaves
- Tecnologia em Gestão de Recursos Humanos
- Tecnologia em Gestão de TI

Educação à Distância
- Pedagogia